# Francesco Migliori

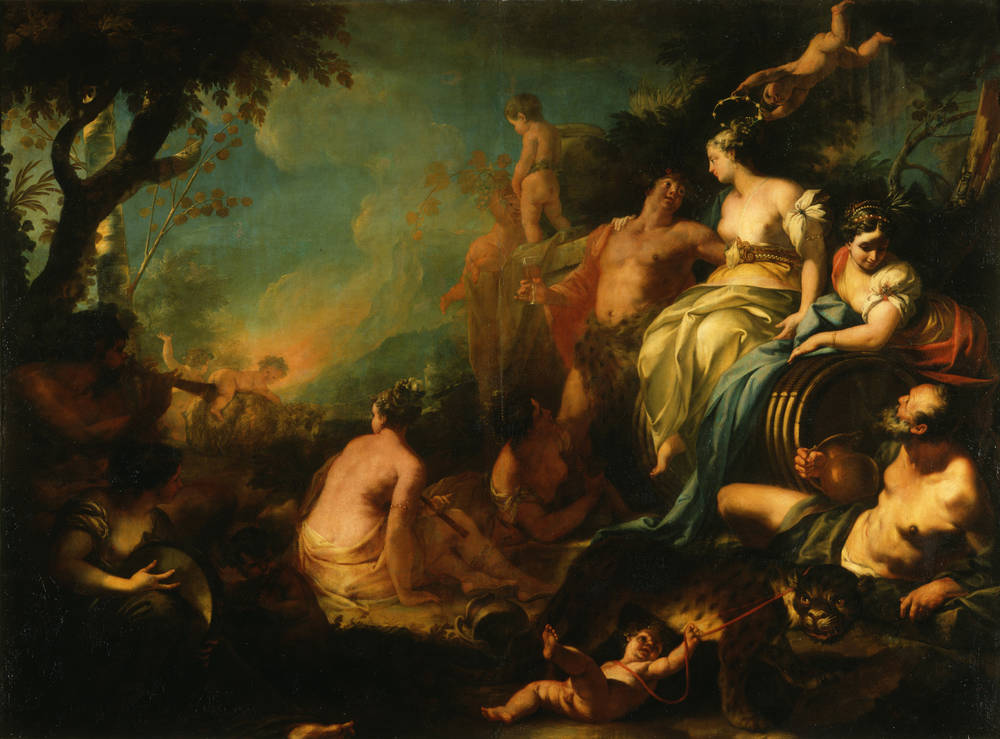
Bacco ed Arianna, Gemäldegalerie Alte Meister, Dresda

Francesco Migliori o Meliori (Venezia, 1684 ? – Venezia, dopo il 1736) è stato un pittore italiano che fu attivo a Venezia, nei territori della Serenissima e a Dresda. La data di nascita è piuttosto incerta e potrebbe essere anticipata di circa una decina d'anni secondo quanto riportato in un registro dell'Arte dei Pittori del 1724-28 che lo descrive senza prole e di anni cinquantacinque. Per quanto riguarda la data di morte, comunemente fissata al 1734, va senz'altro spostata dopo la fine del 1736 quando ricevette un ultimo pagamento per i lavori a San Marcuola.

## Biografia

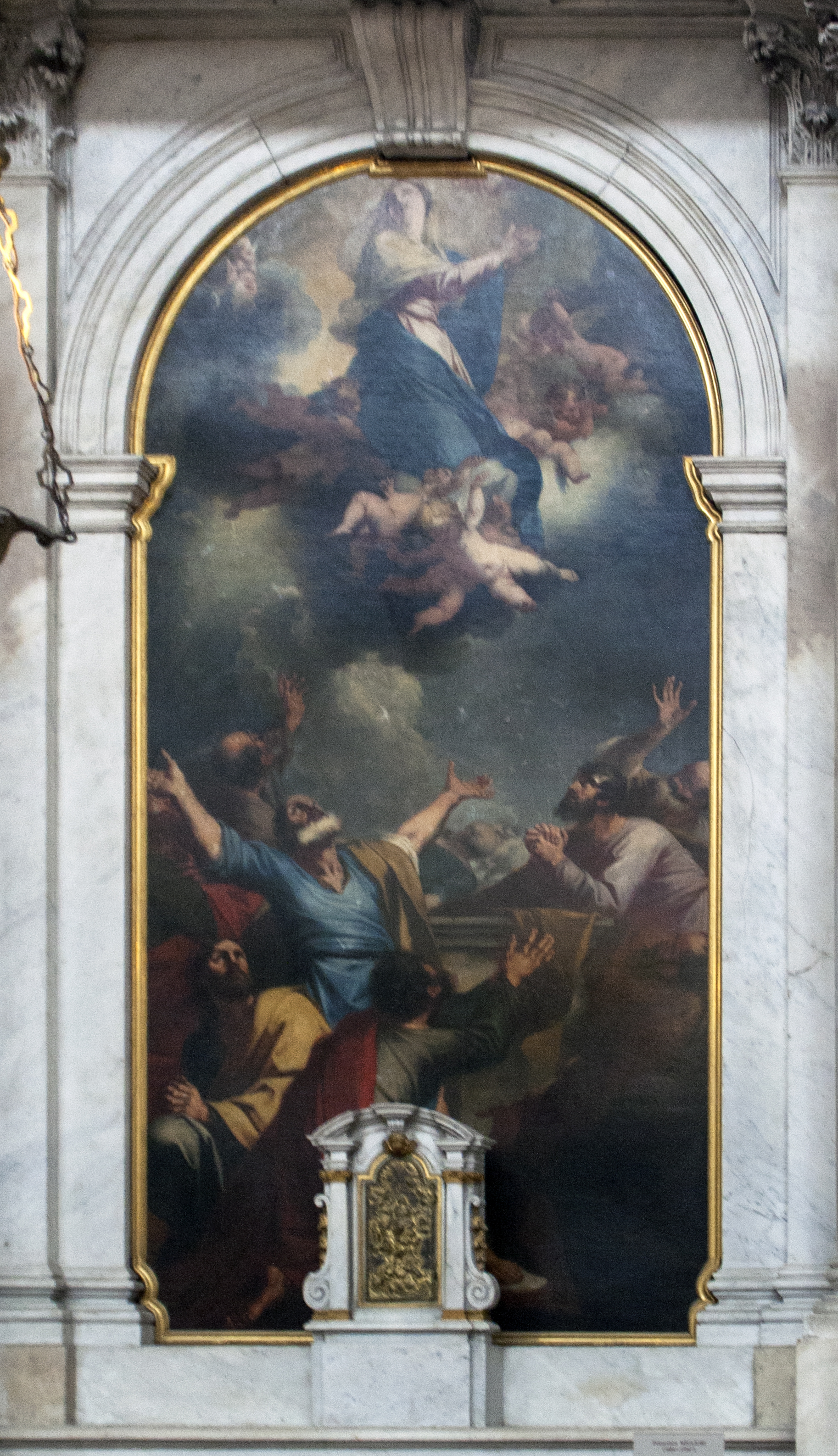
Assunzione della Vergine, San Stae, Venezia

Le notizie primarie ci provengono da Pietro Guarienti (1753, da qui anche le incerte date di nascita e morte) che lo descrive così: «nella su prima età e maniera dipinse con tal forza di colorito, ed esattezza di disegno, che da tutti gli veniva fatto il pronostico di dover essere col tempo il migliore pittore della sua età; ma per un impensato accidente avendo perduto il cervello, benché dopo qualche tempo avesse riacquistato la cognizione ed il giudizio, pure non poté riprendere il vago e aggiustato stile di dipingere». La effettiva portata di questa perdita di senno è tutta da valutare e collocare temporalmente.
È evidente un netto cambio delle impostazioni stilistiche nei due cicli pittorici realizzati a Dresda (1712?), che tra l'altro lo posizionano tra gli artisti di prestigio in quel periodo. Nel primo ciclo a tema biblico (Caino e Abele, Sacrificio di Isacco, Giuseppe interpreta i sogni, Lot e le figlie, Cimone e Pero, tutti distrutti di cui restano solo le fotografia) è evidente, nella composizione semplificata e nel marcato chiaroscuro, un'ispirazione alla corrente di Bencovich e Piazzetta, pur mantenendo una forte dipendenza dai "tenebrosi" veneti – che fra l'altro lo fa supporre ultimo allievo del Molinari– ; nell'altro ciclo a tema mitologico (Bacco e Arianna e il Ratto di Europa, sopravvissuti invece), l'attenzione è più spostata verso il colore e la luminosità del Ricci, ma in altri elementi naturalistici più vicino ad un Giordano o ai bolognesi come Cignani o Pasinelli.  Ne risulta quindi una personalità pronta ad esperire tutta la varietà pittorica presente, e richiesta dal mercato, nel suo tempo.
Nonostante questa transizione verso il Rococò il Migliori si trova a mantenere un impianto iconografico riferibile al Cinquecento: è il caso dell'Assunta di San Stae (dopo il 1722) e della Crocifissione di Cristo con i santi Lorenzo, Lucia e Rocco di Sambughè. Nell'aprile del 1728 inizia alcuni cicli di opere, alcune perdute, per San Marcuola, appena rifabbricata dal Massari, e per la vicina Scuola del Cristo che terminerà nel 1736 con la consegna della pala per l'altare maggiore (oggi dispersa). Questi dipinti avevano lo scopo di aggiornare ed unificare la decorazione pittorica della chiesa e rappresentano prevalentemente i due santi titolari. Dapprima consegnò i dipinti per la sagrestia, di cui restano i due teleri Fortunato che assiste al martirio di Ermagora e Battesimo conferito da Ermagora alle santi martiri Eufemia, Dorotea, Tecla ed Erasma nonché la tela da soffitto con la Gloria dei santi Ermagora e Fortunato. Successivamente consegnò i due grandi teleri per il soffitto dell'aula e del presbiterio, il primo, più grande, di nuovo con una Gloria dei santi Ermagora e Fortunato ed il secondo, di soggetto eucaristico, con La caduta della manna. Infine dopo aver dipinto i due piccoli quadri con la Vergine Addolorata e San Francesco di Paola, ora posizionati ai due fianchi del pulpito di sinistra, consegnò la già detta pala con l'Assunzione della Vergine per l'altare maggiore.